# Antonio Cordeses
Antonio Cordeses (Olot, 30 juillet 1518 - Séville, 16 mai 1601), est un jésuite espagnol du XVIe siècle connu pour ses écrits ascétiques. 

## Biographie
Antonio Cordeses entre dans la Compagnie de Jésus à l'âge de 27 ans, un âge relativement tard pour l'époque. Il fait sa profession le 6 août 1559. Au terme de sa formation il est nommé professeur de philosophie et de théologie à l'Université de Gandía et à l'Université de Coimbra. Il en sera aussi le recteur.
En 1573, le général Diego Laínez le nomme provincial de la province jésuite d'Aragón et plus tard de la province de Tolède, fonction qu'il occupe jusqu'en 1580. A ce titre il participe aux seconde, troisième et quatrième Congrégations générales. 

## Publications
Antonio Cordeses est l'auteur de livres ascétiques, traitant de la prière. Son Itinéraire de perfection spirituelle, publié en Italie, fait polémique. On lui reproche de s'éloigner de la pédagogie des Exercices Spirituels de saint Ignace, de favoriser la contemplation et de dévaluer l'action, de faire de la prière une fin et non un moyen de la vie chrétienne.